# Avenue Charles Thielemans
 (août 2025).
Pour les articles homonymes, voir Thielemans.
L'avenue Charles Thielemans (en néerlandais : Charles Thielemanslaan) est une avenue bruxelloise de la commune de Woluwe-Saint-Pierre qui va du carrefour de la rue Louis Thys, de la rue René Declercq et de la rue Félix Poels en remontant jusqu'à l'avenue du Val d'Or et en passant par l'avenue Jules de Trooz et l'avenue Don Bosco.
L'avenue porte le nom d'un ancien bourgmestre de la commune : Charles Thielemans.

## Adresses notables
- n° 22 : bureau de poste
- n° 24-26 : écoles (enseignement fondamental et enseignement artistique)
- n° 91 : Centre culturel de Woluwe-Saint-Pierre
- n° 93 : Hôtel communal de Woluwe-Saint-Pierre